# 帕斯塔薩縣
1°4′0″S 78°0′4″W / 1.06667°S 78.00111°W
帕斯塔薩縣（西班牙語：Cantón Pastaza），是厄瓜多爾的縣份，位於該國東部，由帕斯塔薩省負責管轄，首府設於普約，面積19,727平方公里，2001年普查人口總數為45,512人，人口密度每平方公里2.31人。